# Арукила
Арукила (ест. Aruküla) је мала општина и град у округу Харју, у северној Естонији. Арукила је највећи град и административно средиште парохије Раасику. Арукила има, према попису из 2013. године, популацију од 2.016 становника.